# Aleurotrachelus ingafolii
Aleurotrachelus ingafolii là một loài côn trùng cánh nửa trong họ Aleyrodidae, phân họ Aleyrodinae.
Aleurotrachelus ingafolii được Bondar miêu tả khoa học đầu tiên năm 1923.